# یورگ باخ
یورگ باخ (انگلیسی: Jörg Bach؛ زادهٔ ۲۰ نوامبر ۱۹۶۵) بازیکن فوتبال اهل آلمان است.
از باشگاه‌هایی که در آن بازی کرده‌است می‌توان به باشگاه فوتبال هامبورگ و باشگاه فوتبال فورتونا دوسلدورف اشاره کرد.